# Das Gesicht des Feindes
Das Gesicht des Feindes (Originaltitel: Face Of The Enemy) ist die 14. Folge der sechsten Staffel der US-amerikanischen Science-Fiction-Fernsehserie Raumschiff Enterprise – Das nächste Jahrhundert. Sie wurde in den Vereinigten Staaten über Syndication vermarktet und erstmals am 8. Februar 1993 auf verschiedenen Fernsehsendern ausgestrahlt. In Deutschland war sie zum ersten Mal am 6. Juni 1994 in einer synchronisierten Fassung auf Sat.1 zu sehen.

## Handlung
Im Jahr 2369 bei Sternzeit 46519.1 findet sich Deanna Troi, die Schiffsberaterin der Enterprise, plötzlich auf einem Kriegsschiff der Romulaner wieder. Sie hat keine Ahnung, wie sie hierher gelangt ist, und muss feststellen, dass sie wie eine Romulanerin aussieht. Unvermittelt betritt der erste Offizier des Schiffs, Subcommander N’Vek, ihren Raum. Er erklärt ihr, dass sie auf einer Konferenz entführt worden sei. Sie befinde sich jetzt an Bord des Warbirds Khazara und müsse hier die Rolle von Major Rakal, einer Offizierin des Geheimdienstes Tal Shiar, spielen. Da die Zeit drängt, will N’Vek Troi keine weiteren Erklärungen geben, sondern schärft ihr nur ein, dass sie Toreth, der Kommandantin des Schiffs, befehlen soll, in den Kaleb-Sektor zu fliegen. Troi sieht keine andere Möglichkeit, als N’Veks Anweisungen vorerst zu folgen. Bei ihrem ersten Treffen mit Toreth ist Troi zunächst recht unsicher, doch als die Kommandantin sie mit Fragen löchert, findet sie recht schnell in die Rolle einer Geheimdienstoffizierin und verlangt, dass ihre Anweisungen widerspruchslos ausgeführt werden.
Währenddessen erreicht die Enterprise Forschungsstation 75, wo ein ungewöhnlicher Gast an Bord kommt: Fähnrich DeSeve, ein ehemaliger Offizier der Sternenflotte, der vor 20 Jahren zu den Romulanern übergelaufen war. Er soll sich nun deswegen vor einem Gericht verantworten, doch zunächst bittet er um ein Gespräch mit Captain Picard, da er wichtige Informationen für ihn hat. Er offenbart Picard, dass er im Auftrag des auf Romulus im Untergrund lebenden vulkanischen Botschafters Spock eine Nachricht überbringen soll. Diese besagt, dass die Enterprise in den Kaleb-Sektor fliegen soll, um sich dort mit einem Frachter zu treffen und dessen Ladung zu übernehmen. Picard lässt einen Kurs setzen.
Auf der Khazara findet N’Vek etwas Zeit, um Troi über die Einzelheiten ihrer Mission zu informieren. Als Troi an Bord kam, wurde auch eine geheime Fracht geladen. Bei der handelt es sich um drei Stasiskammern. Darin liegen der romulanische Vize-Prokonsul M’ret, eines der ranghöchsten Regierungsmitglieder, und zwei seiner Mitstreiter. Sie gehören Spocks Untergrundbewegung an und wollen durch ihr Überlaufen in den Raum der Föderation eine Fluchtroute für viele weitere romulanische Dissidenten aufbauen. N’Vek erklärt, dass für das Gelingen dieses Plans unbedingt ein Offizier der Sternenflotte benötigt wurde. Nach dieser Unterredung nimmt Troi mit den Führungsoffizieren ein gemeinsames Essen ein. Dabei macht ihr Commander Toreth sehr deutlich, wie wenig sie vom Tal Shiar hält. Kurz darauf trifft die Khazara im Kaleb-Sektor ein und trifft auf ein Frachtschiff. Dessen Kommandant ist bereit, wie vereinbart die romulanische Fracht zu übernehmen. Troi spürt allerdings, dass er seine Auftraggeber betrügen will und nicht vorhat, die Fracht abzuliefern. Sie informiert N’Vek darüber und der schießt kurzerhand auf das Schiff und zerstört es vollständig. Troi befiehlt, die Khazara zu tarnen und abzuwarten. Als sie mit N’Vek allein ist, macht sie ihm schwere Vorwürfe. Er verteidigt sich und meint, die Zerstörung des Frachters sei die einzige Möglichkeit gewesen, um die Mission nicht zu gefährden. Der Plan muss nun geändert werden. N’Vek meint, die Khazara müsse die Fracht jetzt selbst abliefern. Troi soll Toreth daher befehlen, mit dem getarnten Schiff in den Föderationsraum zum Außenposten Draken IV zu fliegen. Troi soll ihre Zugangscodes nutzen, um das Sensorennetz an der Grenze zu überlisten. Toreth ist mit diesem neuen Befehl gar nicht einverstanden, doch ihr bleibt keine Wahl, als sich zu fügen.
Als die Enterprise im Kaleb-Sektor eintrifft und dort keine Spur des erwarteten Frachters findet, beginnt die Mannschaft an DeSeves Angaben zu zweifeln. Der muss zugeben, dass er die Nachricht gar nicht von Spock selbst hat, sondern von einem Mittelsmann, den er aber für absolut vertrauenswürdig hält. Schließlich werden die Trümmer des Frachters entdeckt und der zweite Offizier Data stellt fest, dass er von romulanischen Waffen zerstört wurde.
Durch das Auftauchen der Enterprise ändert Troi kurzfristig ihren Plan. Die Khazara soll nicht nach Draken IV fliegen, sondern zunächst die Position halten. Toreth ignoriert ihren Befehl dieses Mal teilweise und manövriert ihr Schiff langsam von der Enterprise fort, um nicht entdeckt zu werden. Troi bedrängt N’Vek, einen Weg zu finden, damit die Enterprise die Khazara trotz aktivierter Tarnvorrichtung orten kann. Er weist einen Mitstreiter im Maschinenraum an, die Strahlenemissionen des Schiffs leicht zu manipulieren, was eventuell von der Enterprise entdeckt werden könnte. Der Plan funktioniert und die Enterprise folgt dieser Spur. Das fällt auch Toreth auf. Um Gewissheit zu erlangen, ob die Enterprise ihr Schiff orten kann, lässt sie einen Kollisionskurs setzen. Die Enterprise weicht aus und damit ist die Sache klar. Toreth will die Tarnung deaktivieren und das Feuer eröffnen. Troi kann dies nur verhindern, indem sie auf ihren höheren Rang pocht und Toreth das Kommando entzieht. Troi behauptet, sie wolle der Besatzung der Enterprise Verhandlungsbereitschaft vorspielen, damit sie ihre Schutzschilde deaktivieren. Erst dann wolle sie das Feuer eröffnen.
Eine Verbindung zur Enterprise wird hergestellt und Troi stellt sich als Major Rakal vor. Picard erkennt sie sofort, kann seine Überraschung aber gut verbergen. Sie schlägt vor, für ein ausführliches Gespräch auf die Enterprise zu beamen. Picard lässt die Schilde senken und in diesem Moment eröffnet N’Vek das Feuer. Die Schäden sind jedoch gering. N’Vek begründet dies mit einer Fehlfunktion der Waffen. Toreth stellt jedoch fest, dass sie absichtlich sabotiert wurden und mit dem Abfeuern ein zeitgleich abgesendeter Transporterstrahl getarnt wurde. Mit diesem wurde die geheime Fracht auf die Enterprise gebeamt. Toreth ist jetzt klar, dass Troi und N’Vek Verräter sind. N’Vek wird erschossen. Mit Troi will sich Toreth später befassen. Zunächst lässt sie ihr Schiff abdrehen. Als sie jedoch die Tarnvorrichtung aktiviert, müssen dazu die Schutzschilde der Khazara deaktiviert werden. Dies gibt Trois Kameraden einen kurzen Moment Zeit, um sie zu erfassen. Dieser wird auch genutzt und sie wird zurück auf die Enterprise gebeamt, die daraufhin den Kaleb-Sektor schleunigst verlässt.

## Verbindungen zu anderen Star-Trek-Produktionen
Das Gesicht des Feindes nimmt Bezug auf die Ereignisse aus der Doppelfolge 5.07/08 (Wiedervereinigung?) von Raumschiff Enterprise – Das nächste Jahrhundert aus dem Jahr 1991.
Die Ereignisse aus dieser Folge wurden in mehreren späteren Star-Trek-Produktionen wieder aufgegriffen:
- Der romulanische Geheimdienst Tal Shiar wird hier erstmals erwähnt. Er spielt in mehreren späteren Folgen mehrerer Star-Trek-Serien eine wichtige Rolle.
- In Folge 6.25 (Gefangen in einem temporären Fragment) von Raumschiff Enterprise – Das nächste Jahrhundert aus dem Jahr 1993 beweist Troi Kenntnisse über romulanische Antriebssysteme, die sie in der Folge Das Gesicht des Feindes erwerben konnte.
- In der Doppelfolge 7.04/05 (Der Schachzug) von Raumschiff Enterprise – Das nächste Jahrhundert aus dem Jahr 1993 wird der Planet Draken IV noch einmal erwähnt. Draken IV und Kaleb (nach dem der Kaleb-Sektor benannt ist) sind außerdem in mehreren Folgen der Serien Star Trek: Discovery, Star Trek: Picard und Star Trek: Strange New Worlds auf Sternenkarten eingezeichnet.
- Folge 3.05 (Die zweite Haut) von Star Trek: Deep Space Nine aus dem Jahr 1994 basiert auf einer ähnlichen Grundprämisse. Hier wird Major Kira Nerys ebenfalls in eine andere Spezies (eine Cardassianerin) verwandelt und verliert Teile ihrer Erinnerung.
- In Folge 1.08 (Veritas) der animierten Serie Star Trek: Lower Decks von 2020 findet ebenfalls eine verdeckte Operation statt, um eine romulanische Stasiskammer ins Föderationsgebiet zu schmuggeln.

## Produktion

### Drehbuch
Robert Hewitt Wolfe hatte bereits zuvor eine Geschichte vorgeschlagen, in der Q Picard, Data und Troi auf ein romulanisches Raumschiff versetzt werden, wo sie von der Besatzung als Romulaner wahrgenommen werden, sich selbst aber in ihrer normalen Gestalt sehen. Diese Idee wurde aber abgelehnt, da sie in ihrer Umsetzung zu stark an das Konzept der Serie Zurück in die Vergangenheit erinnerte. Teile von Wolfes Geschichte wurden schließlich mit einer weiteren Idee von René Echevarria kombiniert und von Naren Shankar zu einem fertigen Drehbuch ausgearbeitet.
Mehrere Ideen wurden diskutiert und wieder verworfen oder abgeändert. So sollte ursprünglich Dr. Crusher entführt werden, doch Troi erschien aufgrund ihrer empathischen Fähigkeiten letztlich als die bessere Wahl. Commander Toreth war zunächst als Mann gedacht, Shankar machte daraus aber eine weibliche Figur. Kurzzeitig wurde überlegt, ob nicht Spock selbst der Überläufer sein sollte. Es hätte sich dann herausstellen sollen, dass kurzfristig ein Romulaner seinen Platz eingenommen hat, da Spock getötet wurde. Showrunner Michael Piller verwarf diese Idee jedoch, da er der Meinung war, dass man eine so wichtige Figur wie Spock nicht off-screen töten könne.

### Darsteller
Pamela Winslow hat hier ihren letzten von drei Auftritten als Fähnrich McKnight.
Scott MacDonald, Darsteller von Subcommander N’Vek, hatte zuvor bereits Tosk in Folge 1.06 (Tosk, der Gejagte) von Star Trek: Deep Space Nine gespielt. Er spielte später noch Fähnrich Rollins im Pilotfilm Der Fürsorger von Star Trek: Raumschiff Voyager und einen Jem’Hadar in Folge 4.04 (Der Hippokratische Eid) von Star Trek: Deep Space Nine. In der dritten Staffel von Star Trek: Enterprise spielte er in acht Folgen die wiederkehrende Nebenfigur des Xindi-Reptilianers Dolim.
Als romulanische Kommandantin wollte Naren Shankar ursprünglich Joanne Linville engagieren, die ihre Rolle aus der Folge Die unsichtbare Falle der Originalserie Raumschiff Enterprise wiederaufnehmen sollte. Dies scheiterte jedoch an Termingründen. Stattdessen wurde die Figur Commander Toreth erfunden. Deren Darstellerin Carolyn Seymour hatte zuvor bereits die Romulanerin Taris in Folge 2.11 (Die Iconia-Sonden)  und Mirasta Yale in Folge 4.15 (Erster Kontakt) von Raumschiff Enterprise – Das nächste Jahrhundert gespielt. Sie spielte später noch die Holodeckfigur Mrs. Templeton in zwei Folgen von Star Trek: Raumschiff Voyager.
Robertson Dean, Darsteller des romulanischen Piloten, spielte auch einen Remaner im Spielfilm Star Trek: Nemesis und den Klingonen Korok in Folge 2.06 (Marodeure) von Star Trek: Enterprise.
Dennis Cockrum, Darsteller des corvallenischen Commanders, spielte auch Orek in Folge 6.21 (Lebe flott und in Frieden) von Star Trek: Raumschiff Voyager und einen Barkeeper in Folge 2.08 (Der Kommunikator) von Star Trek: Enterprise. Er übernahm auch eine Rolle in Folge 1.25 (Zwei Tage auf Risa) von Star Trek: Enterprise, die mit ihm gedrehten Szenen wurden in der fertigen Folge jedoch nicht verwendet.

### Maske und Kostüme
Worf (Michael Dorn) trägt von dieser Folge an einen Zopf. Diese Frisur behielt er in all seinen späteren Auftritten im Star-Trek-Franchise bei.
Dies ist die erste Star-Trek-Folge, in der die romulanischen Uniformen Rangabzeichen aufweisen.

### Kulissen
Für die Inneneinrichtung des romulanischen Warbirds wurden zahlreiche Kulissen und Gegenstände aus früheren Folgen der Serie wiederverwendet.

## Rezeption
Keith DeCandido bewertete Das Gesicht des Feindes 2012 auf tor.com als eine sehr gute Folge von Raumschiff Enterprise – Das nächste Jahrhundert, die in mehreren Punkten hervorragend funktioniert. Sie gibt Marina Sirtis Gelegenheit, ihre schauspielerischen Fähigkeiten unter Beweis zu stellen, sie ist eine gelungene Fortsetzung der Doppelfolge Wiedervereinigung und sie beleuchtet auf interessante Weise die Romulaner als individuelle Personen. Begeistert war DeCandido auch von der Figur DeSeve, da ein Mensch wie er in Star Trek sonst nur äußerst selten zu sehen ist. Das Ende der Folge fand DeCandido etwas antiklimaktisch, aber angesichts der in früheren Folgen etablierten Funktionsweise der romulanischen Tarnvorrichtung dennoch glaubwürdig inszeniert.